# Uzsoki utca
Az Uzsoki utca Budapest XIV. kerületének egyik mellékutcája. A Gyarmat utca és a Horváth Boldizsár utca között húzódik. Mai nevét 1925-ben kapta.

## Története
1873-ban Budapest létrejöttekor kisebb részt a VI., nagyobb részt a VII. kerület része lett. 1879-től Jókai utca volt a neve. A városi legenda szerint Jókai Mór többször megfordult Heckenast Gusztáv az utcában található nyaralójában.
1901-ben épült az izraelita leányárvaház, amely 1927. áprilisa óta közkórházként funkcionál.
Az utca számozása a 23. / 24. számokkal kezdődik, mert kezdetben a Csömöri útig húzódott az utca, de amikor a Mafilm-filmgyár magába olvasztotta ennek egy jelentős részét, nem számozták újra. A filmgyár helyén állt a Schätz-sörcsarnok. Az 1904-es vasutassztrájk idején itt volt a munkabeszüntetők főhadiszállása.
1925-ben kapta mai nevét a kárpátaljai Uzsoki-hágóról, amely az első világháború idején, 1914-ben jelentős csata helyszíne volt. A közterület Jókai utcáról való átnevezését feltehetően az indokolta, hogy a VI. kerületi Gyár utca ugyanezzel a döntéssel vette fel az író nevét, és lett Jókai utca. A változásra 1925-ben, Jókai Mór születésének centenáriumi évében került sor, az aktussal minden bizonnyal méltóbb, reprezentatívabb közterülettel kívántak adózni Jókai emlékének az akkor még külvárosi Zugló helyett. Az utca 1935. június 15-én az újonnan létrehozott XIV. kerület része lett.
Az utca egésze Herminamező városrészhez tartozik.

### Híres lakói
- Alpár Gitta (1903–1991) színésznő, operaénekesnő (34/a)
- Benza Károly (1812–1872) operaénekes, színész (29.)[4]
- Csáky Károly (1873–1945) tábornok, honvédelmi miniszter (34/a)[5]
- Csángó Henrik (?–?) bőrdíszműves (37.)
- Halász Előd (1920–1997) germán filológus, irodalomtörténész, nyelvész (42.)[6]
- Halász László (1889–?) tanfelügyelő (42.)
- Heckenast Gusztáv (1811–1878) nyomdász, könyvkereskedő, könyvkiadó (41.)
- Horvát Boldizsár (1822–1898) író, költő, jogtudós, politikus, igazságügy-miniszter (26.)[7]
- Hűvös József (1848–1914) ügyvéd, közgazdász, a BVVVT vezérigazgatója (42.)
- Keresztes Artúr (1879–?) tábornok (36/a)
- Nicholson Fülöp (?–1904) gyáralapító, részvénytársaság-elnök (42.)
- Törőcsik András (1955–2022) válogatott labdarúgó (51.)

## Épületei
29. – Uzsoki Utcai Kórház
1901-ben épült Kármán Géza Aladár és Ullmann Gyula tervei szerint és izraelita leányárvaház működött benne. 1927. április 28-án nyílt meg mint kórház. 1930-ban már 520 ággyal működött. 1967 júniusától 1991-ig Weil Emil Fővárosi Területi Vezető Kórház volt a neve.
34/a – Diákotthon
Az 1890 körüli években épült. Napjainkban leánykollégium működik benne.
36/b – Ház
1924-ben épült Fellner Sándor tervei alapján Keresztes Artúr tábornok számára. A lépcsőház dísze Róth Miksa Szűz Máriát ábrázoló üvegablaka.
37. – Egykori családi ház
Csángó Henrik (?–?) számára az 1920-as években épült emeletes családi villa napjainkban a kórház laboratóriumi épülete.
39–41. – Egykori Hoffmann-gyár műhelyei
Az 1910-es évektől Hoffmann Ferenc (?–1912) képkeretgyártó és aranyozómester volt a telek tulajdonosa és az itteni műhelyekben működött nemzetközileg is elismert gyára.
41. – Nyárilak
Az Uzsoki utca és Erzsébet királyné útja sarkán lévő telken, a mai iskola udvarán található az az 1860-as években épült ház, amely Heckenast Gusztáv (1811–1878) nyári lakja volt és a városi legenda szerint Jókai Mór (1825–1904) is gyakran megfordult itt. 1879-ben ezért lett Jókai utca az első neve a mai Uzsoki utcának.
42. – Egykori nyaraló
1880-ban kezdődött az építése az egykori nyaralónak Singer Albert és Erzsébet részére. Az 1890-es években Nicholson Fülöp (?–1904) gyáralapító otthona volt. Később Hűvös József (1848–1914) ügyvéd, közgazdász, a BVVVT vezérigazgatója, majd Halász László (1889–?) tanfelügyelő lakott a házban.
57. – korábbi Kassák Klub – főkönyvtár
1968 és az 1980-as évek végégéig itt működött a Kassák Klub, amely a fővárosi avantgard és ellenzéki kulturális élet helyszíne volt. Itt volt Sebő Ferenc táncháza és olyan betiltott művészek fellépési helye volt, mint Bódy Gábor, Petri György, Halász Péter vagy Csáji Attila. Az épület felújítása után, 1991-től a Fővárosi Szabó Ervin Könyvtár kerületi főkönyvtára működik benne.